# Lista de canções gravadas por Kings of Leon
Abaixo está uma lista abrangente de músicas gravadas pela banda norte-americana de indie rock Kings of Leon.

## Canções originais
| Título                            | Álbum                    | Ano  | Duração |
| --------------------------------- | ------------------------ | ---- | ------- |
| Andrea                            | Não Realizada            | 2003 | 2:03    |
| Fall                              | Não Realizada            | 2003 | 4:37    |
| Wicker Chair                      | Holy Roller Novocaine EP | 2003 | 3:10    |
| Molly's Hangover                  | Wasted Time (Single)     | 2003 | 4:22    |
| Red Morning Light                 | Youth and Young Manhood  | 2003 | 3:00    |
| Happy Alone                       | Youth and Young Manhood  | 2003 | 4:00    |
| Wasted Time                       | Youth and Young Manhood  | 2003 | 2:47    |
| Joe's Head                        | Youth and Young Manhood  | 2003 | 3:21    |
| Trani                             | Youth and Young Manhood  | 2003 | 5:01    |
| California Waiting                | Youth and Young Manhood  | 2003 | 3:29    |
| Spiral Staircase                  | Youth and Young Manhood  | 2003 | 2:55    |
| Molly's Chambers                  | Youth and Young Manhood  | 2003 | 2:16    |
| Genius                            | Youth and Young Manhood  | 2003 | 2:49    |
| Dusty                             | Youth and Young Manhood  | 2003 | 5:14    |
| Holy Roller Novocaine             | Youth and Young Manhood  | 2003 | 4:02    |
| Talihina Sky                      | Youth and Young Manhood  | 2003 | 3:35    |
| Slow Night, So Long               | Aha Shake Heartbreak     | 2005 | 3:54    |
| King of the Rodeo                 | Aha Shake Heartbreak     | 2005 | 2:26    |
| Taper Jean Girl                   | Aha Shake Heartbreak     | 2005 | 3:06    |
| Pistol of Fire                    | Aha Shake Heartbreak     | 2005 | 2:21    |
| Milk                              | Aha Shake Heartbreak     | 2005 | 4:00    |
| The Bucket                        | Aha Shake Heartbreak     | 2005 | 2:56    |
| Soft                              | Aha Shake Heartbreak     | 2005 | 2:59    |
| Razz                              | Aha Shake Heartbreak     | 2005 | 2:16    |
| Day Old Blues                     | Aha Shake Heartbreak     | 2005 | 3:33    |
| Four Kicks                        | Aha Shake Heartbreak     | 2005 | 2:09    |
| Velvet Snow                       | Aha Shake Heartbreak     | 2005 | 2:11    |
| Rememo                            | Aha Shake Heartbreak     | 2005 | 3:23    |
| Where Nobody Knows                | Aha Shake Heartbreak     | 2005 | 2:24    |
| Head To Toe                       | Four Kicks (Single)      | 2005 | 2:06    |
| Knocked Up                        | Because Of The Times     | 2007 | 7:10    |
| Charmer                           | Because Of The Times     | 2007 | 2:57    |
| On Call                           | Because Of The Times     | 2007 | 3:22    |
| McFearless                        | Because Of The Times     | 2007 | 3:09    |
| Black Thumbnail                   | Because Of The Times     | 2007 | 4:00    |
| My Party                          | Because Of The Times     | 2007 | 4:11    |
| True Love Way                     | Because Of The Times     | 2007 | 4:03    |
| Ragoo                             | Because Of The Times     | 2007 | 3:01    |
| Fans                              | Because Of The Times     | 2007 | 3:36    |
| The Runner                        | Because Of The Times     | 2007 | 4:16    |
| Trunk                             | Because Of The Times     | 2007 | 3:57    |
| Camaro                            | Because Of The Times     | 2007 | 3:07    |
| Arizona                           | Because Of The Times     | 2007 | 4:50    |
| My Third House (Faixa Bônus)      | Because Of The Times     | 2007 | 4:03    |
| Woo Hoo (Faixa Bônus)             | Because Of The Times     | 2007 | 3:31    |
| Closer                            | Only By The Night        | 2008 | 4:00    |
| Crawl                             | Only By The Night        | 2008 | 4:09    |
| Sex On Fire                       | Only By The Night        | 2008 | 3:26    |
| Use Somebody                      | Only By The Night        | 2008 | 3:54    |
| Manhattan                         | Only By The Night        | 2008 | 3:26    |
| Revelry                           | Only By The Night        | 2008 | 3:24    |
| 17                                | Only By The Night        | 2008 | 3:10    |
| Notion                            | Only By The Night        | 2008 | 3:03    |
| I Want You                        | Only By The Night        | 2008 | 5:07    |
| Be Somebody                       | Only By The Night        | 2008 | 3:49    |
| Cold Desert                       | Only By The Night        | 2008 | 5:35    |
| Frontier City (Faixa Bônus)       | Only By The Night        | 2008 | 3:40    |
| Beneath the Surface (Faixa Bônus) | Only By The Night        | 2008 | 2:48    |
| Lucifer                           | Unreleased               | 2009 | 3:14    |
| The End                           | Come Around Sundown      | 2010 | 4:24    |
| Radioactive                       | Come Around Sundown      | 2010 | 3:26    |
| Pyro                              | Come Around Sundown      | 2010 | 4:10    |
| Mary                              | Come Around Sundown      | 2010 | 3:25    |
| The Face                          | Come Around Sundown      | 2010 | 3:28    |
| The Immortals                     | Come Around Sundown      | 2010 | 3:29    |
| Back Down South                   | Come Around Sundown      | 2010 | 4:01    |
| Beach Side                        | Come Around Sundown      | 2010 | 2:51    |
| No Money                          | Come Around Sundown      | 2010 | 3:06    |
| Pony Up                           | Come Around Sundown      | 2010 | 3:05    |
| Birthday                          | Come Around Sundown      | 2010 | 3:15    |
| Mi Amigo                          | Come Around Sundown      | 2010 | 4:07    |
| Pickup Truck                      | Come Around Sundown      | 2010 | 4:45    |
| Celebration (Faixa Bônus)         | Come Around Sundown      | 2010 | 5:14    |
| Supersoaker                       | Mechanical Bull          | 2013 | 3:50    |
| Rock City                         | Mechanical Bull          | 2013 | 2:56    |
| Don't Matter                      | Mechanical Bull          | 2013 | 2:50    |
| Beautiful War                     | Mechanical Bull          | 2013 | 5:09    |
| Temple                            | Mechanical Bull          | 2013 | 4:10    |
| Wait for Me                       | Mechanical Bull          | 2013 | 3:30    |
| Family Tree                       | Mechanical Bull          | 2013 | 3:50    |
| Comeback Story                    | Mechanical Bull          | 2013 | 3:59    |
| Tonight                           | Mechanical Bull          | 2013 | 4:33    |
| Coming Back Again                 | Mechanical Bull          | 2013 | 3:28    |
| On the Chin                       | Mechanical Bull          | 2013 | 3:46    |
| Work On Me (Faixa Bônus)          | Mechanical Bull          | 2013 | 4:04    |
| Last Mile Home (Faixa Bônus)      | Mechanical Bull          | 2013 | 4:04    |